# リップスティック・ビル
リップスティック・ビル (Lipstick Building) は、ニューヨーク市マンハッタン区ミッドタウンに所在する高層ビルである。3番街53丁目 (53rd at Third) とも呼ばれる。

## 概要
リップスティック・ビルは高さ138メートルの34階建てで、ニューヨーク市マンハッタン東53丁目と54丁目の間の3番街885号に所在する。また、交差点の向かいには、シティグループ・センターが所在する。
1986年に完成したこのビルは、建築士のジョン・バーギーが建築家のフィリップ・ジョンソンとともに設計した。
このビルの名前は、その色と形がリップスティックと似ていることから名付けられた。このビルの構造は、3段階のセットバックとなっている。このビルの楕円形の土地専有面積は、通常の四角形よりも少ない。土台部分は2階分の高さの列柱が取り巻いており、外壁は花崗岩（インペリアル・レッド）と鉄からなっている。連窓は灰色となっている。この曲面状のファサードは、光を様々な方向に反射するようになっている。